# Dan Costa
Dan Costa  (Londres, 7 de abril de 1989) es un pianista, compositor y arreglista de jazz. Ha grabado con artistas como Randy Brecker, John Patitucci, Mike Stern, Hermeto Pascoal, Ivan Lins, Dave Douglas, Dave Liebman, Leila Pinheiro, Seamus Blake, Jaques Morelenbaum, Roberto Menescal y Romero Lubambo. Su música ha sido destacada por revistas como Rolling Stone y Downbeat.

## Estudios
Nacido en 1989 en Londres, Reino Unido, hijo de padre portugués y madre italiana con orígenes en Oporto y Sorrento, estudia piano clásico en la Académie de Musique Rainier III. Tras diplomarse en el Liverpool Institute for Performing Arts de Sir Paul McCartney, se gradua en piano jazz en la ESMAE, en Portugal, y, en 2012, se traslada a Brasil tras conseguir una beca para estudiar música brasileña en la UNICAMP en São Paulo, Brasil. También estudia en la Berklee College of Music con una beca de aprovechamiento y paralelamente se gradua en filosofía, termina un máster en lingüística aplicada y estudia también historia.

## Carrera musical
En 2016, graba su primer álbum Suite Três Rios en Río de Janeiro, considerado como uno de los mejores del año por la revista Down Beat. Colabora con Jaques Morelenbaum, Leila Pinheiro, Ricardo Silveira, Teco Cardoso, Marcos Suzano y otros músicos de jazz.
En 2018, graba su segundo álbum Skyness con artistas como Roberto Menescal, Nelson Faria, Romero Lubambo, Custódio Castelo y Seamus Blake y lanzado en Blue Note Rio. El pianista actúa también en España, Italia, Grecia, Líbano, Turquía, Malta, Chipre, Brasil, Armenia y la India, donde fue entrevistado por Rolling Stone .
En 2020, Costa graba el sencillo Love Dance con uno de sus compositores, el cantautor brasileño Ivan Lins. La revista Jazziz escribe que "la canción es una especie de estándar moderno, con versiones definitivas grabadas por George Benson y Sarah Vaughan; esta versión sin duda pertenece a su lado". Costa es también entrevistado por Radio y Televisión de Portugal con uno de los creadores de la bossa nova, Roberto Menescal, donde hablaron de su colaboración y de las raíces del estilo brasileño. Lanza su primer álbum solo Live in California, el cual ocupa el segundo lugar en el ranking de los mejores álbumes de jazz latino de 2020 del Roots Music Report and fue elogiado debido a su "expresión profunda" por Jazziz.
En 2022, lanza el sencillo Iremia con Randy Brecker, homenajeando la paz. Según el crítico Bob Weinberg, "apesar de que están separados por 44 años y miles de millas, Costa and Brecker tienen una relación que suscita el calor y la humanidad de la composición".
Costa graba su nuevo álbum Beams en Nueva York con John Patitucci, Mike Stern, Dave Liebman, Dave Douglas, Hermeto Pascoal y otros colaboradoes, lanzado en 2023, tras una gira por Europa, Australasia y Asia durante la cual enseña también en instituciones como Universidad de Monash en Melbourne, Australian National University en Canberra, Universidad Victoria de Wellington, Universidad de Auckland y Universidad Mahidol en Tailandia. Beams fue considerado "una maravilla" por Sammy Stein, mientras que la revista All About Jazz escribe que es "uno de los mejores álbumes de jazz atmosférico que se pueda escuchar en el año 2023. O en cualquier año".

## Discografía
2016 - Suite Três Rios
2018 - Skyness
2020 - Love Dance (con Ivan Lins)
2020 - Live in California
2022 - Iremia (con Randy Brecker)
2023 - Beams